# Romy Müller
Romy Müller, född Schneider den 26 juli 1958 i Lübbenau, är en tysk före detta friidrottare som tävlade för Östtyskland i kortdistanslöpning. Müller tävlade i en tid då östtyska idrottare ingick i ett dopningsprogram (från mitten av 1970-talet statsorganiserat) varför hennes resultat är starkt ifrågasatta.
Müller främsta meriter kom vid Olympiska sommarspelen 1980 i Moskva då hon var i final på både 100 meter och 200 meter. Hon slutade femma respektive fyra. Hon ingick även i det östtyska stafettlaget på 4 x 100 meter, tillsammans med  Bärbel Wöckel, Ingrid Auerswald och Marlies Göhr som vann på tiden 41,60 vilket innebar ett nytt världsrekord. Tiden gäller fortfarande som olympiskt rekord på distansen.

## Personligt rekord
- 100 meter - 11,02

### Webbkällor
- Fakta på IAAF:s webbplats